# جيمس إم. روبنسون
جيمس إم. روبنسون هو محامي وسياسي أمريكي، ولد في 31 مايو 1861 في فورت واين في الولايات المتحدة، وتوفي في 16 يناير 1942 في لوس أنجلوس في الولايات المتحدة. نشط حزبياً في الحزب الديمقراطي. وقد انتخب عضو مجلس النواب الأمريكي ‏.